# 다윈잎귀쥐
다윈잎귀쥐(Phyllotis darwini)는 비단털쥐과에 속하는 설치류이다. 육상성 서식 습성을 가지고 있으며, 칠레 중부와 남부 해안의 토착종이다. 아타카마 사막에서도 발견된다.